# Дзюдо на літніх Олімпійських іграх 1980
Змагання з дзюдо на літніх Олімпійських іграх 1980 у Москві пройшли з 27 липня по 2 серпня.

## Медальний залік
| Місце  | Країна                | Золото | Срібло | Бронза | Загалом |
| ------ | --------------------- | ------ | ------ | ------ | ------- |
| 1      | СРСР (URS)            | 2      | 1      | 2      | 5       |
| 2      | Франція (FRA)         | 2      | 1      | 1      | 4       |
| 3      | НДР (GDR)             | 1      | 0      | 4      | 5       |
| 4      | Бельгія (BEL)         | 1      | 0      | 0      | 1       |
| 4      | Італія (ITA)          | 1      | 0      | 0      | 1       |
| 4      | Швейцарія (SUI)       | 1      | 0      | 0      | 1       |
| 7      | Куба (CUB)            | 0      | 3      | 0      | 3       |
| 8      | Болгарія (BUL)        | 0      | 1      | 1      | 2       |
| 8      | Велика Британія (GBR) | 0      | 1      | 1      | 2       |
| 8      | Монголія (MGL)        | 0      | 1      | 1      | 2       |
| 11     | Угорщина (HUN)        | 0      | 0      | 2      | 2       |
| 12     | Чехія (CZE)           | 0      | 0      | 1      | 1       |
| 12     | Нідерланди (NED)      | 0      | 0      | 1      | 1       |
| 12     | Польща (POL)          | 0      | 0      | 1      | 1       |
| 12     | Югославія (YUG)       | 0      | 0      | 1      | 1       |
| Всього | Всього                | 8      | 8      | 16     | 32      |

## Медалісти
| Event         | Золото                        | Срібло                       | Бронза                           |
| ------------- | ----------------------------- | ---------------------------- | -------------------------------- |
| До 60 кг      | Тьєррі Ре · Франція           | Хосе Родрігес · Куба         | Арамбій Еміж · СРСР              |
| До 60 кг      | Тьєррі Ре · Франція           | Хосе Родрігес · Куба         | Тібор Канчеш · Угорщина          |
| До 65 кг      | Микола Солодухін · СРСР       | Цендіін Дамдін · Монголія    | Іліан Недков · Болгарія          |
| До 65 кг      | Микола Солодухін · СРСР       | Цендіін Дамдін · Монголія    | Януш Павловський · Польща        |
| До 71 кг      | Еціо Гамба · Італія           | Ніл Адамс · Велика Британія  | Равданджін Даваадалай · Монголія |
| До 71 кг      | Еціо Гамба · Італія           | Ніл Адамс · Велика Британія  | Карл-Гайнц Леманн · НДР          |
| До 78 кг      | Шота Хабарелі · СРСР          | Хуан Феррер · Куба           | Гарольд Гейнке · НДР             |
| До 78 кг      | Шота Хабарелі · СРСР          | Хуан Феррер · Куба           | Бернар Чулуян · Франція          |
| До 86 кг      | Юрг Рьотлісбергер · Швейцарія | Ісаак Аскуй · Куба           | Детлеф Ультш · НДР               |
| До 86 кг      | Юрг Рьотлісбергер · Швейцарія | Ісаак Аскуй · Куба           | Олександр Яцкевич · СРСР         |
| До 95 кг      | Роберт Ван де Валле · Бельгія | Тенгіз Хубулурі · СРСР       | Дітмар Лоренц · НДР              |
| До 95 кг      | Роберт Ван де Валле · Бельгія | Тенгіз Хубулурі · СРСР       | Генк Нюман · Нідерланди          |
| Понад 95 кг   | Анджело Парізі · Франція      | Дімітар Запріянов · Болгарія | Радомир Ковачевич · Югославія    |
| Понад 95 кг   | Анджело Парізі · Франція      | Дімітар Запріянов · Болгарія | Владімір Коцман · Чехословаччина |
| Відкрита вага | Дітмар Лоренц · НДР           | Анджело Парізі · Франція     | Артур Мапп · Велика Британія     |
| Відкрита вага | Дітмар Лоренц · НДР           | Анджело Парізі · Франція     | Андраш Ошвар · Угорщина          |